# Jay Cutler (culturista)
Jason Isaac Cutler,  conocido  principalmente como  Jay Cutler (Worcester, Massachusetts, 3 de agosto de 1973), es un fisicoculturista estadounidense, miembro profesional de la Federación Internacional de Fisicoculturismo (IFBB). Actualmente radica en Las Vegas, Nevada.

## Infancia y adolescencia
Es el menor de siete hermanos su padre trabajaba en una empresa de autopistas y su madre era contable en una base militar. Con apenas 11 años el joven Jay empezaba a trabajar en la granja familiar, ahí aprendería la ética del trabajo duro. Con 12 años empezó a leer revistas del culturismo pero en su época de instituto estaba más interesado en el fútbol americano. Finalizando su etapa de adolescente asiste a la Universidad de Quinsigamond donde estudia justicia criminal. Sería aquí donde Jay descubrió su pasión por el culturismo, cumplidos los 18 años se inscribió a un gimnasio de su ciudad para empezar a entrenar.
Mantuvo una relación sentimental desde los 16 años con su novia de Instituto y enfermera de profesión Kerry con la que contrajo matrimonio en julio del año 1998 y de la que se divorciaría años más tarde.

## Trayectoria en el culturismo
Inspirado desde su adolescencia por el fisicoculturista Chris Dickerson y orientado desde sus inicios por el célebre nutricionista y gurú del fisicoculturismo Chris Aceto, Jay Cutler se coronó definitivamente campeón del prestigioso certamen Mr. Olympia en el año 2006 desplazando así a uno de los mejores fisicoculturistas de la historia, el ocho veces campeón Ronnie Coleman. Tras proclamarse campeón durante los años 2006 y 2007, en el año 2009 Jay Cutler recupera el trono ganando nuevamente el certamen Mr. Olympia presentando una condición física extraordinaria que asombra a críticos y aficionados, de este modo se proclama nuevamente Mr. Olympia demostrando más simetría y definición muscular que su directo rival Branch Warren, cabe destacar que Jay Cutler es el único fisicoculturista de la historia que recupera el título Mr. Olympia inmediatamente al año siguiente de haberlo perdido y participando como finalista del evento, para lograr esta victoria, Cutler se sometió al intenso programa de entrenamiento FST-7 del entrenador personal Hany Rambod.
Se proclamó nuevamente campeón del certamen en el año 2010 frente a su compañero y amigo Phil Heath. Lo más admirado de Jay Cutler son sus piernas y su espalda.
Ha ganado por lo tanto el Mr. Olympia en cuatro ocasiones, 2006, 2007, 2009 y 2010 además Cutler ganó también tres títulos del Arnold Classic de forma consecutiva: 2003, 2004 y 2005.

## Medidas
- Estatura: 5'8" (173 cm)[2]
- Bíceps:  23"(57 cm)
- Gemelos: 21"(53 cm)
- Muslos:  32"(81 cm)
- Cuello:  19"(48 cm)
- Pecho:   60"(153 cm)
- Peso: en concurso 274 lb (126 kg),[3] fuera de temporada 310 lb (140 kg).[3]

## Títulos
- Arnold Classic 2002, 2003 y 2004 (campeón)
- Mr Olympia 2006, 2007, 2009 y 2010
- IFBB Night of the Champions 2000
- IFBB Iron Man Pro 2003
- IFBB Grand Prix Holland 2003
- IFBB Grand Prix England 2003
- IFBB San Francisco Pro 2003
- Subcampeón del Mr. Olympia 2001, 2003, 2004, 2005, 2008 y 2011 el 2012 no compite por lesión en el bíceps y es operado, regresa en 2013 quedando en 6.º lugar
- Subcampeón del Sheru Classic 2011
- Subcampeón Joe Weider World Pro 2000
- Subcampeón IFBB Grand Prix England 2000
- Subcampeón IFBB Grand Prix Russia 2003
- Subcampeón IFBB GNC Show of Strength 2003

## Vídeos de entrenamiento
- Jay Cutler - A Cut Above "Un Corte por encima" (filmado en 1999, lanzado al mercado en 2002)
- Jay Cutler - New Improved and Beyond "Nuevo Mejorado y más Allá" (2004)
- Jay Cutler - Ripped to Shreds "Rasgado en Pedazos" (2005)
- Jay Cutler - One Step Closer "Un Paso más Cerca" (2006)
- Jay Cutler - From Jay to Z "De Jay a la Z" (2008)
- Jay Cutler - All Access "Todo el Acceso" (2009)
- FST-7 Defined "FST-7 Definido" Acompañado por el entrenador personal Hany Rambod y el fisicoculturista Phil Heath (2009)
- Jay Cutler - Undisputed "Indiscutible" (2010)
- Jay Cutler - The Ultimate Beef: A Massive Life in Bodybuilding "La Última Carne: Una Vida Masiva en Culturismo" (2010)
- Jay Cutler - My House "Mi Casa" (2011)
- Jay Cutler - Living Large "Viviendo a lo Grande" (2013)